# Циклічний механізм обриву ланцюгів
Циклічний механізм обриву ланцюгів (англ. cyclic mechanism of chain termination, рос. циклический механизм обрыва цепей) — механізм обриву ланцюгів у радикально ланцюговому процесі, коли одна молекула інгібітора викликає обрив декількох (більше від двох) ланцюгів, що є результатом наявності стадій, де відбувається (циклічно) регенерація вихідної форми інгібітора. Наприклад, обрив ланцюгів молекулами п-бензохінону в окисненні спиртів: 
R1R2C(OH)OO• + OC6H4O → R1R2C=O + HOC6 H4O• + O2
R1R2C(OH)OO• + HOC6H4O• → R1R2C(OH)OOH + OC6H4O